# Paolo Roversi (photographe)
Pour les articles homonymes, voir Roversi et Paolo Roversi.
Paolo Roversi né le 25 septembre 1947 à Ravenne en Italie, est un photographe de mode et portraitiste italien.

## Biographie
Paolo Roversi apprend la photographie en autodidacte lorsqu'il est enfant, puis va se perfectionner chez un photographe local. 
Adolescent, il est porté vers la littérature et la poésie de Pétrarque, Leopardi et Eugenio Montale ainsi que celle d'autres auteurs comme Kerouac et Ginsberg qu'il rencontre.
En 1968, étudiant à Bologne, il suit les cours d'Umberto Eco et y ouvre un studio de prise de vues dans une cave. 
Il collabore alors avec l'Associated Press puis s'installe à Paris sur les conseils de Peter Knapp, directeur artistique de Elle. Arrivé à l'hôtel, il ouvre son studio parisien dans un immeuble cubiste des années 1930. Il travaille pour l'agence Huppert puis devient l'assistant de Lawrence Sackman.
Paolo Roversi choisit de devenir photographe indépendant ; il sera alors publié par Elle, Depeche Mode où il fait ses débuts de photographe de mode en 1975, Marie Claire, le British Vogue ou Vogue Italia, i-D, Interview… Petit à petit il assoit sa renommée et rencontre des grands noms de la photo : Peter Knapp, Helmut Newton, Guy Bourdin…
La renommée arrive au début des années 1980 avec l'adoption d'un outil, le dos Polaroid de format 20 × 25, « qui révèle l'image comme par magie après une minute », mais qui trois décennies plus tard disparait peu à peu de sa technique.
Vers la même période, une campagne publicitaire pour Dior ainsi que des images pour Yohji Yamamoto ou Rei Kawakubo vont asseoir sa renommée.
Tous les grands magazines le publient, mais ses photos sont aussi accrochées à la galerie Pace-MacGill, l'une des plus importantes de New York. Il a photographié la plupart des grands mannequins du XXe siècle, dont Isabella Rossellini, Kate Moss, Laetitia Casta, ou Natalia Vodianova.
Il est exposé en 2008 aux Rencontres d'Arles. Une projection de son travail eut lieu au Théâtre antique, dans le cadre de la soirée Mano a Mano avec Peter Lindbergh.
Se définissant comme un « photographe lent », élégant, parlant couramment français, il appartient au carré des photographes de mode les plus connus au monde mais est également un photographe de nu.
Début janvier 2022, il réalise trois portraits pour les quarante ans de Kate Middleton. Les portraits trouveront leur emplacement définitif dans le cadre de l'exposition Coming Home de la National Portrait Gallery en 2023.

## Publications
- 1999 : Nudi, éd. Stromboli & Steidl Monographie contenant plus de 50 photographies de mannequins, dont Audrey Marnay, Kate Moss ou Milla Jovovich, entièrement nues.
- Paolo Roversi, Photo Poche no 133, 144 pages, introduction de Gilles de Bure.64 photographies reproduites en couleurs.
- Paolo Roversi, hors-série du magazine Photo no 343, octobre 1997
- Octobre 2020: Studio Luce, Paolo Roversi, éd Stromboli, 420 pages, 1200 exemplaires.